# 1672 Gezelle
Az 1672 Gezelle (ideiglenes jelöléssel 1935 BD) a Naprendszer kisbolygóövében található aszteroida. Eugène Joseph Delporte fedezte fel 1935. január 29-én.